# Ashayet
Ashayet ou Ashait est une reine égyptienne, épouse de rang inférieur du roi Montouhotep II de la XIe dynastie. Sa tombe (DBXI.17) et sa petite chapelle décorée ont été retrouvées près du temple funéraire de son mari à Deir el-Bahari, derrière le bâtiment principal, ainsi que les tombes de cinq autres dames, Kaouit, Henhenet, Kemsit, Sadeh et Mayet. Elle et trois autres femmes parmi les six portaient des titres de reine, et la plupart d'entre elles étaient prêtresses d'Hathor. Il est donc possible qu'elles aient été enterrées là dans le cadre du culte de la déesse. Ashayet était l'aînée d'entre elles, elle avait environ vingt-deux ans lorsqu'elle est décédée.
Le sarcophage en pierre d'Ashayet est l'un des artéfacts les plus connus de cette période. Il comprenait un cercueil en bois avec le corps de la reine. Une de ses statues en bois a également été trouvée dans la tombe. Sa momie, son sarcophage et son cercueil sont maintenant au Musée égyptien du Caire.
Ses titres étaient : « Épouse bien-aimée du roi » (ḥmt-nỉswt mrỉỉ.t=f), « Ornement unique du roi » (ẖkr.t-nỉswt wˁtỉ.t), « Prêtresse d'Hathor » (ḥm.t-nṯr ḥwt-ḥrw), « Prêtresse d'Hathor, Grande des kaou, En tête de ses lieux » (ḥm.t-nṯr ḥwt-ḥrw wr.tm kȝ.w=s ḫntỉ.tm swt=s), « Prêtresse d'Hathor, Grande des kaou, En tête de ses lieux, Dame de Dendérah » (ḥm.t-nṯr ḥwt-ḥrw nb.t ỉwn.t wr.t kȝ.w=s ḫntỉ.tm swt=s).